# Flávia Schlee Eyler
Flávia Maria Schlee Eyler (Pelotas, Rio Grande do Sul, Brasil, 1958) é uma historiadora brasileira, especializada em História Antiga e Medieval.

## Carreira
Graduou-se em História pela PUC-Rio (1977), fez especialização em História Antiga na UFF(1981), nessa mesma universidade fez mestrado em História (1985) e doutorou-se em Letras pela (PUC-Rio) (2000). É professora da PUC-Rio, onde é coordenadora da área de História Antiga e Medieval.

## Livros
- História Antiga: Grécia e Roma - a formação do Ocidente. Rio de Janeiro/Petrópolis: Editora PUC-Rio/Editora Vozes, 2014.[5]
- A vida, a morte e as paixões no mundo antigo: novas perspectivas (organização: Flávia Schlee Eyler e Isabela Fernandes). Rio de Janeiro, Cassará Editora, 2012.[6]